# Arthur Gates
Arthur Irving Gates, född 1890, död 1972, var en amerikansk psykolog och pedagog.
Arthur Gates blev lärare vid Teachers College vid Columbia University 1917 och professor där 1924. Med pedagogisk psykologi som huvudsakligt intresseområde utförde han banbrytande forskning i fråga om läsfärdighet och rättstavningsförmåga och utarbetade diagnostiska test till hjälp för lokaliserandet av olika läs- och skrivsvårigheter. På grundval av John Deweys pedagogik utgav Gates även läse- och arbetsböcker (The work-play books, 1930–1932) samt uppfostringspsykologiska handledningar för lärare. Sitt huvudarbete inom det uppfostringspsykologiska området, Psychology for students of education (1923), omarbetade Gates tillsammans med Arthur Thomas Jersild, Thomas Raymond McConnell och R.C. Challman till en omfattande Educational psychology (1942). Bland Gates övriga skrifter märks Psychology of reading and spelling (1922), The improvement of reading (1928), Generalization and transfer in spelling (1935) och A list of spelling difficulties (1937).